# Список кодексов
Данная статья представляет собой список известных широкому научному сообществу кодексов — ранней формы книги, представляющей собой, как правило, листы папируса или пергамента, сложенные и скреплённые вместе и заключённые между двумя деревянными обложками или табличками. Кодекс — манускрипт, созданный с периода поздней античности до позднего Средневековья. Основная масса книг, перечисленных в списке иллюминированных манускриптов, является кодексами.
Многие современные работы, в названии которых присутствует слово «кодекс», здесь не указаны. Перечисленные ниже кодексы именованы, как правило, по их местонахождению, каковым, например, является тот или иной город или библиотека. Стандартное именование кодекса — на латыни, в списке приводятся также русскоязычные названия манускриптов.

## Список

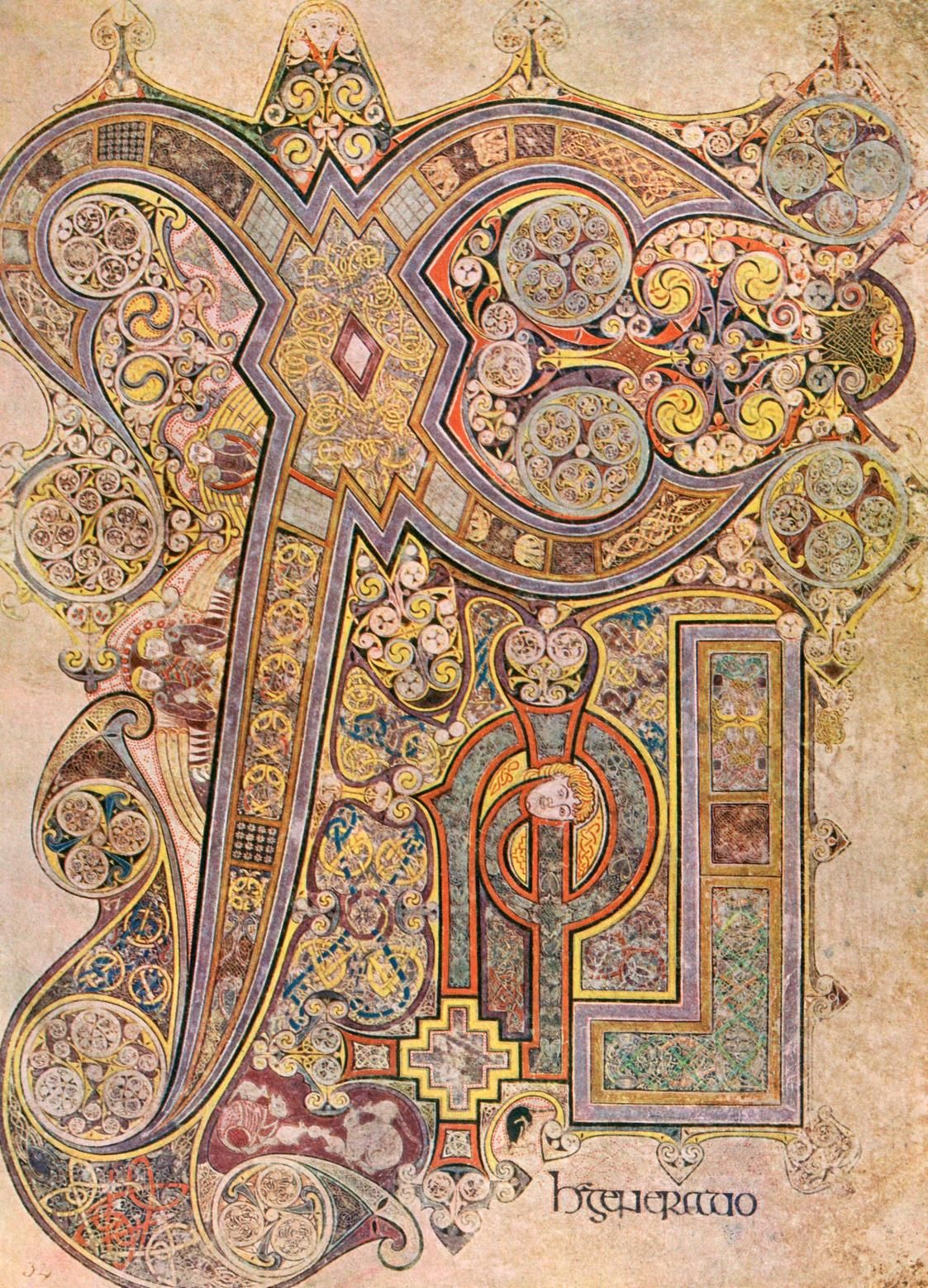
Монограмма-лабарум из Келлской книги.

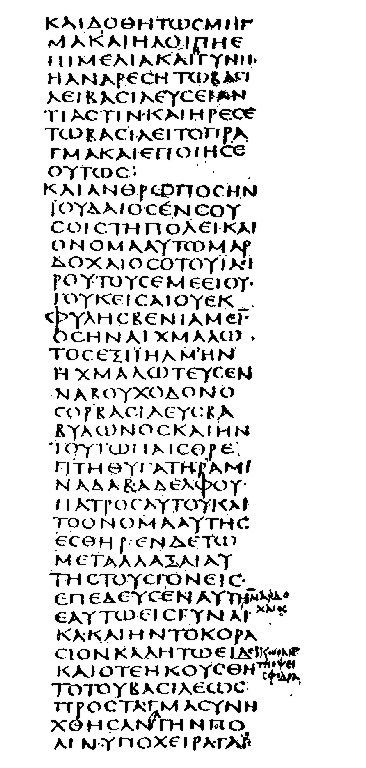
Фрагмент Синайского кодекса, содержащий в себе часть библейской Книги Есфири 2:3-8.

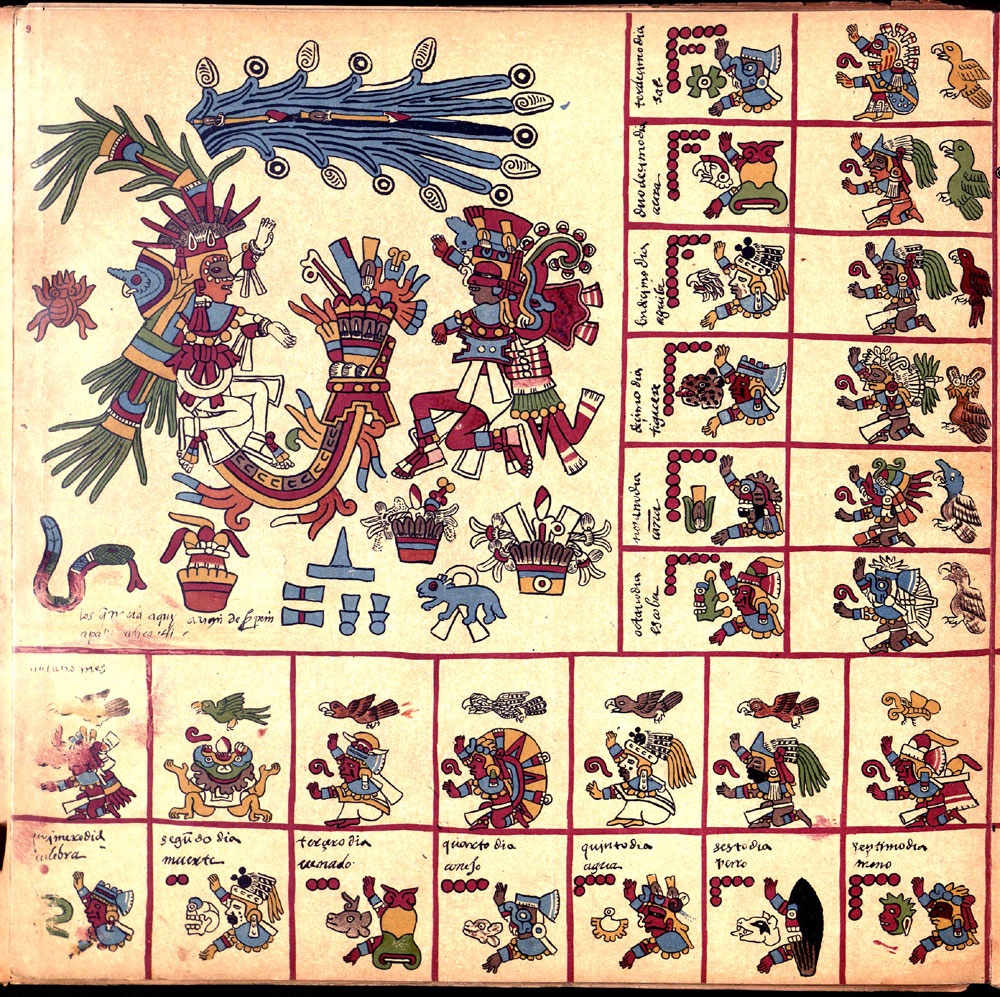
9-я страница Бурбонского кодекса (с подписями на испанском языке)

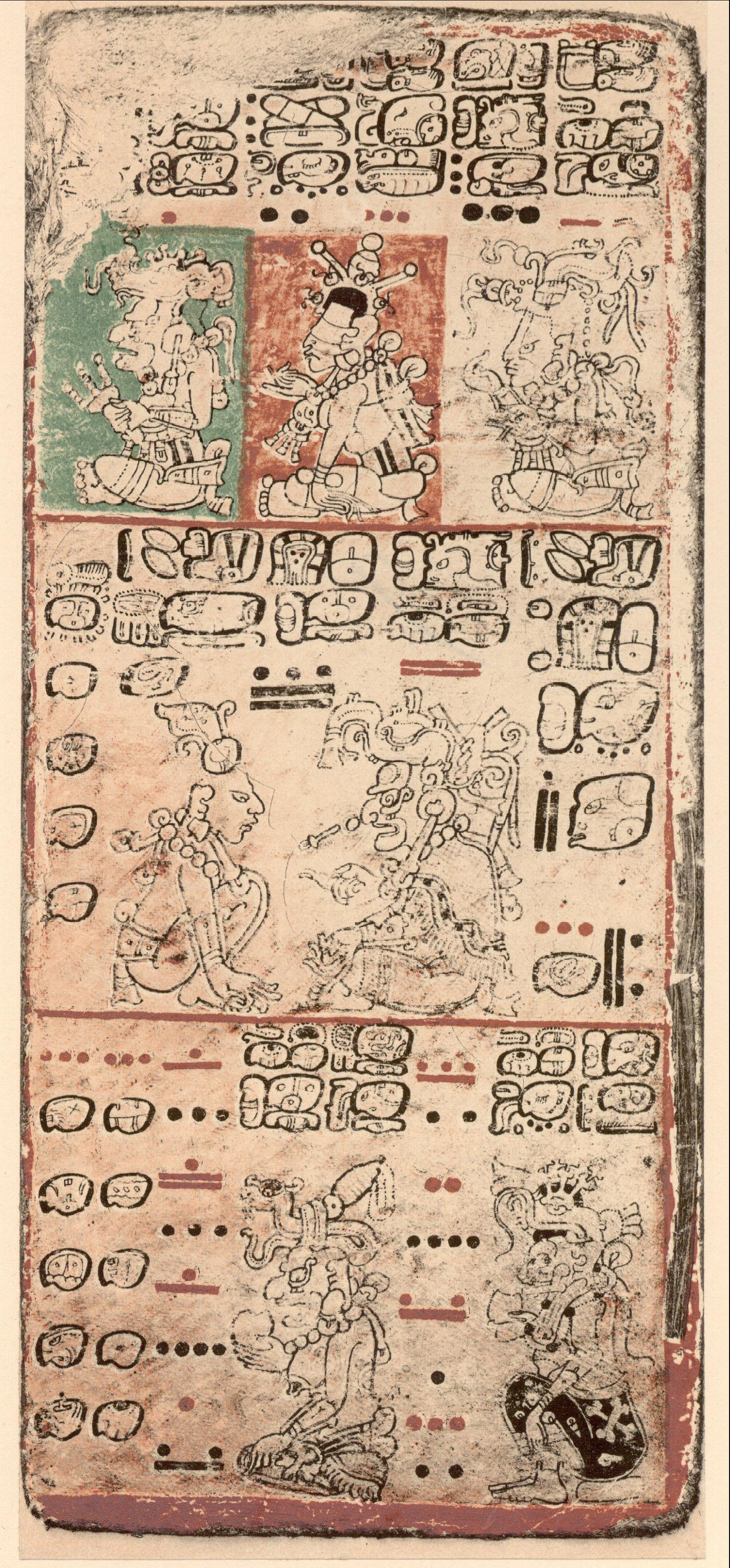
9-я страница Дрезденского кодекса (по изданию Фёрстерманна 1880 года)

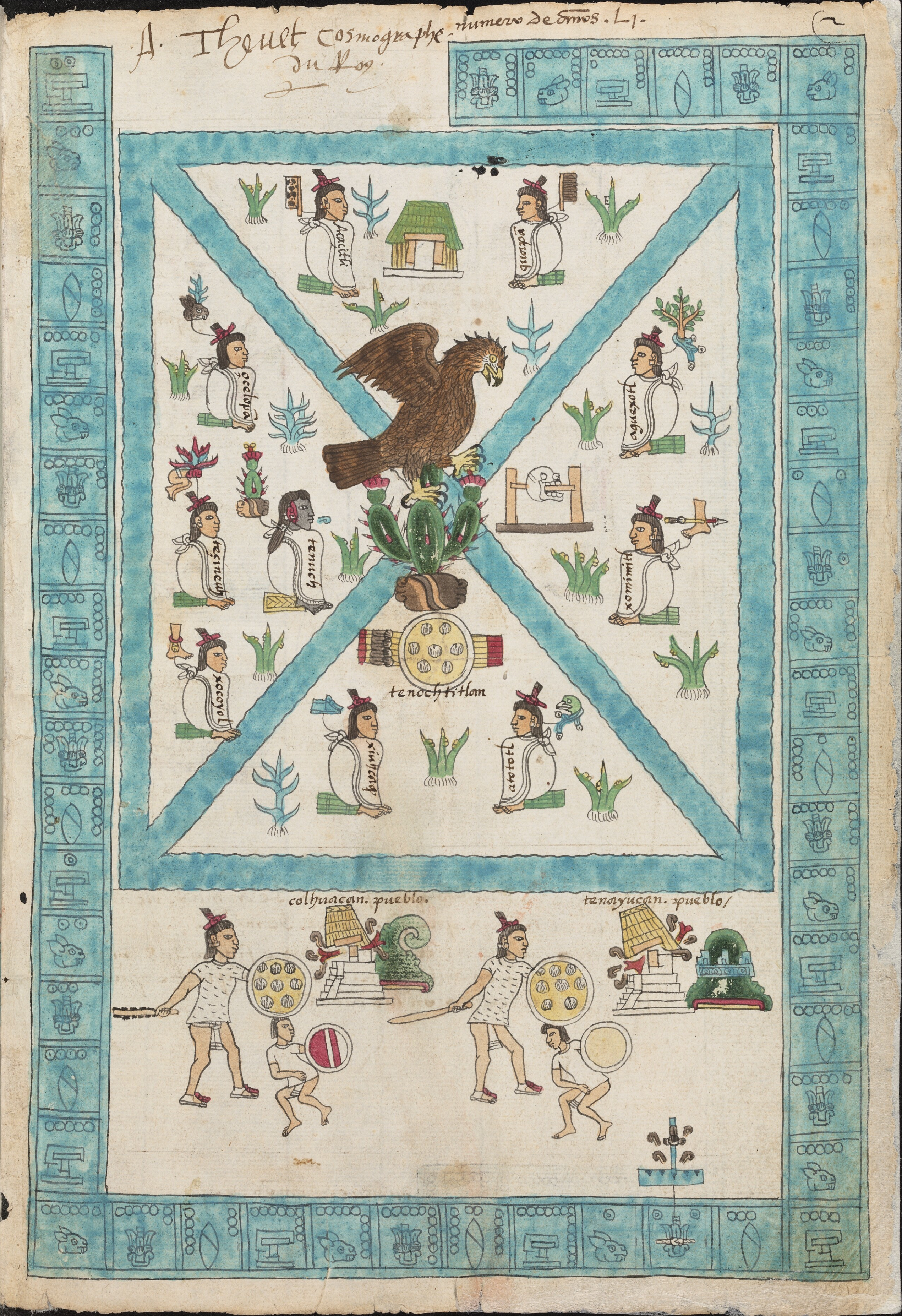
2-я лицевая страница Кодекса, где аллегорически изображен герб и основание города Мехико-Теночтитлана

| Русское название                                 | Латинское название                               | Примечания |
| ------------------------------------------------ | ------------------------------------------------ | --- |
| Кодекс Аброганс                                  | лат. Codex Abrogans                              | Старейшая книга на немецком языке |
| Алеппский кодекс                                 | лат. Codex Aleppensis                            | старейшая (X век) из сохранившихся запись книг ветхого Завета на древнееврейском языке |
| Александрийский кодекс                           | лат. Codex Alexandrinus                          | Унциальная рукопись Нового Завета |
| Амброзианский кодекс                             | лат. Codex Ambrosianus                           | |
| Амиатинский кодекс                               | лат. Codex Amiatinus                             | Почти полная Вульгата, прим. 690-е гг. |
| Серебряный кодекс                                | лат. Codex Argenteus                             | Унциальная рукопись Нового Завета |
| Собрание манускриптов Арнамагнеанского института |                                                  | ок. 3000 манускриптов; I тыс н. э. |
| Кодекс Арундела                                  | лат. Codex Arundel                               | Коллекция записей Леонардо да Винчи; 283 листа |
| Астианский кодекс                                | лат. Codex Astensis                              | Документы быта коммуны Асти, Италия, 1060—1353 гг. |
| Атлантический кодекс                             | лат. Codex Atlanticus                            | Манускрипт Леонардо да Винчи, 1119 стр., 1478—1519 гг. |
| Аугианский кодекс                                | лат. Codex Augiensis                             | Унциальная рукопись Нового Завета |
| Словарь учёного                                  |                                                  | ирл. Auraicept de Éces, считается работой ирландских грамматистов VII века. |
| Золотой кодекс из Эстернаха                      | лат. Codex aureus Epternacensis                  | |
| Золотой кодекс из Лорша                          | лат. Codex Aureus Laurensius                     | Иллюминированый евангелистарий, прим. 778—820 гг., Лорш. |
| Золотой Кодекс св. Эммерама                      |                                                  | |
| Баллимотская книга                               |                                                  | ирл. Leabhar Bhaile an Mhóta |
| Берлинский кодекс                                | лат. Codex Berolinensis Gnosticus                | также известен как Ахмимская рукопись (лат. Papyrus Berolinensis) — апокрифическое евангелие на саидском диалекте, V век |
| Кодекс Безы                                      | лат. Codex Bezae Cantabrigensis                  | Одна из древнейших рукописей Нового завета на греческом и латинском языках, V век |
| Бернеров кодекс                                  | лат. Codex Boernerianus                          | Одна из древнейших рукописей Нового завета на греческом и латинском языках, IX век |
| Бурбонский кодекс                                | лат. Codex Borbonicus                            | Ацтекский кодекс |
| Кодекс Ботурини                                  | лат. Boturini Codex                              | Ацтекский кодекс |
| Кармина Бурана                                   | лат. Carmina Burana                              | «Песни Бойерна»; рукопись также известна как Кодекс Буранус (лат. Codex Buranus) |
| Каирский кодекс                                  | лат. Codex Cairensis                             | Одна из древнейших рукописей Книги пророков на древнееврейском языке. |
| Кодекс Каликста                                  | лат. Codex Calixtinus                            | иллюминированная рукопись, Испания, XII век |
| Клермонтский кодекс                              | лат. Codex Claromontanus                         | одна из древнейших рукописей Нового Завета на греческом и латинском языках, начало VI века |
| Кодексы майя                                     | лат. Codex Cortesianus                           | идеографические рукописи народа майя |
| Кодекс Куманикус                                 | лат. Codex Cumanicus                             | «Словарь кыпчакских языков»; памятник куманского (старокыпчакского) языка, начало XIV века |
| Искусство охоты с птицами                        | лат. De arte venandi cum avibus                  | трактат по орнитологии и птичьей охоте на латинском языке, ок. 1240 года |
| Дрезденский кодекс                               | лат. Codex Dresdensis                            | нем. Dresdner Kodex; одна из четырёх сохранившихся рукописей майя |
| Кодекс Эбнерианус                                | лат. Codex Ebnerianus                            | иллюминированная рукопись Нового завета (кроме Книги Откровения) на греческом языке, XII век |
| Ефремов кодекс                                   | лат. Codex Ephraemi Rescriptus                   | греческий библейский манускрипт, V век |
| Книга Экзетера                                   | лат. Codex Exoniensis                            | сборник англосаксонской поэзии, X век |
| Книга с Плоского острова                         | лат. Codex Flatöiensis                           | др.-сканд. Flateyjarbók; сборник саг, 1387—1394 годы |
| Гигантский кодекс                                | лат. Codex Gigas                                 | уникальная иллюминировнная рукопись из Бенедиктинского монастыря, Чехия, XIII век |
| Великие кодексы                                  | лат. Codex grandior                              | полн. лат. Codex grandior littera clariore conscriptus, собрание греческих кодексов с полной версией Библии 6 века |
| Иерусалимский кодекс                             | лат. Codex Hierosolymitanus                      | также известен как Кодекс Вриенния; рукопись содержит Дидахе и дригие христианские тексты, XI век |
| Книга Хитды                                      |                                                  | нем. Hitda Codex; евангелистарий из монастыря Св. Вальбурги в Мешеде, Германия, XI век; также известен как «Евангелие Хитды»; назван в честь игуменьи Хитды |
| Ипатьевская летопись                             |                                                  | один из древнейших русских летописных сводов истории древней Руси |
| Книга Огама                                      |                                                  | ирл. In Lebor Ogaim; памятник огамической письменности; является частью Баллимотской книги |
| Келлская книга                                   |                                                  | ирл. Leabhar Cheanannais; также известна как «Кни́га Колу́мбы»; иллюминированная рукопись, исполненная ирландскими монахами, ок. 800 года; содержит текст четырёх Евангелий |
| Кодекс Коридети                                  | лат. Codex Coridethianus                         | унциальный манускрипт на греческом и латинском языках, IX век; содержит текст четырёх Евангелий |
| Книга захвата Ирландии                           |                                                  | ирл. Lebor Gabála Érenn; мифологический сборник, повествующий об истории происхождения ирландского народа, XII век |
| Книга прав                                       |                                                  | ирл. Lebor na gCeart; X век |
| Кодекс Лестера                                   | лат. Codex Leicester                             | также известен как «Кодекс Хаммера»; «Трактат о воде, земле и небесных телах» — коллекция записей Леонардо да Винчи, Италия, Милан, 1506—1510 годы |
| Ленинградский кодекс                             | лат. Codex Leningradensis                        | древнейший список полностью сохранившегося масоретского текста Ветхого Завета на древнееврейском языке, Египет, Каир, ок. 1008 года |
| Кёльнский кодекс Мани                            | лат. Codex Manichaicus Coloniensis               | жизнеописание манихейского пророка Мани на греческом языке, Египет, Асьют, V век |
| Парижский кодекс                                 | лат. Codex Peresianus                            | также известен как «Кодекс Переса» (не следует путать с «Codex Pérez»); фрагмент рукописи майя |
| Манесский кодекс                                 | лат. Codex Manesse                               | также известен как Большая Гейдельбергская рукопись (нем. Große Heidelberger Liederhandschrift); иллюминированный песенник на средневерхненемецком языке, Швейцария, Цюрих, XIV век |
| Кодекс Мендоса                                   |                                                  | исп. Códice Mendoza; также известен как Кодекс Мендосиано; ацтекская рукопись, Мексика, Мехико, 1547 год |
| Библия Мациевского                               |                                                  | также известна как «Библия Моргана», «Библия Людовика IX» или «Библия крестоносца»; иллюминированная библия, исполненная по заказу короля Франции Людовика IX, 1240—1250 годы |
| Библиотека Наг-Хаммади                           |                                                  | собрание рукописных христианских текстов на коптском языке, Египет, IV век |
| Новгородский кодекс                              |                                                  | также известен как «Новгородская псалтырь»; состоит из липовых дощечек, покрытых воском; Русь, X—XI века |
| Рукопись Беовульфа                               | лат. Cotton Vitellius A XV                       | также известен как «Кодекс Ноэля»; единственная существующая рукопись англосаксонской эпической поэмы «Беовульф»; также содержит житие Святого Христофора, письма Александра к Аристотелю и другие тексты; Англия, XI век |
| Хроника Питерборо                                |                                                  | также известна как «Хроника Лода»англосаксонская хроника из аббатства Питерборо; Англия, XII век |
| Пизанский кодекс                                 | лат. Codex Pisanus                               | также известен как Пизанская рукопись (итал. Littera Pisana) и Флорентийская рукопись (итал. Littera Florentina; не следует путать с Флорентийским кодексом); список Пандектов; Константинополь, Византия, 533—557 годы |
| Королевский кодекс                               | лат. Codex Regius                                | унциальная рукопись Нового Завета, VIII век |
| Кодекс Редигера                                  | лат. Codex Rehdigerianus                         | текст четырёх Евангелий на латинском языке; названа по имени Томаша Редигера |
| Кодекс Рохонци                                   |                                                  | венг. Rohonci-kódex; рукопись на неизвестном языке из библиотеки князей Баттьяни в Рехнице, Австрия |
| Рунический кодекс                                | лат. Codex Runicus                               | памятник сканийского права; Швеция (историческая область Скания), ок. 1300 года |
| Синайский кодекс                                 | лат. Codex Sinaiticus                            | список Библии на греческом языке, с неполным текстом Ветхого Завета и полным текстом Нового Завета из монастыря Св. Екатерины, Египет, IV век |
| Супрасльская рукопись                            | лат. Codex Suprasliensis                         | также известна как «Супрасльский сборник» и «Супрасльская минея»; кириллическая старославянская рукопись, неполный сборник житий святых и проповедей; Болгария, XI век |
| Кодекс Чакос                                     |                                                  | египетский папирус на коптском языке, содержащий ранние христианские гностические тексты; Египет, III век |
| Санкт-галленский кодекс                          | лат. Codex Sangallensis                          | греко-латинская рукопись IX века, латинский текст которой написан между строк греческого текста; содержит полный текст четырёх Евангелий за исключением Ин 19:17—35. Текст Евангелия от Марка относится к александрийскому типу и близок к типу рукописи L. В других Евангелиях представляет койне, или византийский тип. Рукопись была издана в 1836 году Реттигом X. С. М. (Rettig H. С. M.) |
| Первая книга Ашшера                              | лат. Codex Usserianus Primus                     | ранний евангелистарий, VI—VII века |
| Ватиканский кодекс 1209                          | лат. Codex Vaticanus Graecus                     | одна из самых ценных ныне сохранившихся рукописей греческой Библии, с неполным текстом Ветхого и Нового Заветов; Кесария, Израиль, сер.IV века |
| Матенадаранская рукопись № 7117                  |                                                  | армянская рукопись XV века, содержащая албанский алфавит |
| Нюрнбергская рукопись № 3227а                    |                                                  | манускрипт конца XIV века, хранится в Германском национальном музее |
| Вигиланский кодекс                               | лат. Codex Conciliorum Albeldensis seu Vigilanus | иллюминированная испанская рукопись X века |

- Codex Vindobonensis 795
- Codex Vindobonensis B 11093
- Codex Wallerstein
- Codex Zamoscianus
- Codex Zouche-Nuttall